# Papilio hypsicles
Papilio hypsicles är en fjärilsart som beskrevs av William Chapman Hewitson 1868. Papilio hypsicles ingår i släktet Papilio och familjen riddarfjärilar. Inga underarter finns listade i Catalogue of Life.